# Чорне і сріблясте
«Чорне і сріблясте» (італ. Il nero e l'argento) — третій роман італійського письменника Паоло Джордано, опублікований у 2014 році. У романі тісно переплетені життя та смерть, теми плинності життя, стосунків у родині та, традиційно для Паоло Джордано, тема самотності.

## Сюжет
Епіграф:
Дівчині, до якої вчащаю
У романі йдеться про людей близько 30-ти, у той період, коли вони тільки починають будувати сім'ю, знаходити роботу, у них з'являються діти. Пані А., або Бабетта, як її називають, ось уже вісім років працює в одній родині. Вона з'явилася в домі головних героїв, коли Нора, яка перебувала на двадцять четвертому тижні вагітності, потребувала допомоги по господарству. Згодом оповідач виграє стипендію та отримує можливість переїхати до Цюриха на чотири роки. Саме в цей час герої дізнаються про Норину вагітність. Однак Нора була не надто захоплена цією ідеєю, ще й вагітність перебігала з певними ускладненнями. Так, під незначним тиском дружини та пані А., оповідач відмовляється від запропонованої пропозиції.
Коли народився Емануеле, вони вже надто звикли до послуг Бабетти, щоб відмовитися від них. Бабетта стала для родини настільки рідною, що хлопчик навіть називав її бабусею. Та одного дня, за кілька днів до початку нового навчального року в Емануеле, вона подзвонила Норі, щоб повідомити, що йде від них. Своє рішення пані А. пояснила втомою та виснаженням. Герої намагаються «докопатися» до справжньої причини такого несподіваного вчинку.
Одного дня пані А., працюючи на своєму городі, побачила райську пташку, або дивоптаха. «Завбільшки десь із сороку, але забарвлення цілком інакше. Під голівкою пробивається лимонно-жовте пір'я, що переходить на груди й губиться у блакитному оперенні спини і крил, а ще у неї є хвіст із довгих білих пір'їн, які мають подібні на бавовняні ниточки кінці, закручені, мов гачки на рибу». Пташка віщує смерть. Пані А. захворіла на рак. Почалися складні часи не тільки в житті Бабетти, але й родини, що встигла так прикипіти до неї. Розв'язка цієї історії відома вже на початку. Тепер йому, Норі та їх сину доведеться навчитися жити самим.

## Цікаві факти
Ім'я Бабетта, як родина називає пані А., є ремінісценцією до Бабетти Ерсан — головної героїні повісті «Бенкет Бабетти» данської письменниці Карен Бліксен. За повістю у 1987 році режисер Ґабріель Аксель зняв однойменний фільм, що у 1988 році був відзначений премією «Оскар» у номінації «Найкращий фільм іноземною мовою».

## Головні герої
Оповідач — головний герой, від імені якого ведеться розповідь, чоловік Нори, батько Емануеле.
Нора — дружина оповідача.
Пані А. (Анна) / Бабетта — домогосподарка в домі оповідача й Нори, де пропрацювала понад 8 років, няня Емануеле; хвора на рак.
Емануеле — син оповідача та Нори, вихованець пані А.
Ренато — чоловік пані А., помер.

## Українські переклади
Джордано, П. Чорне і стріблясте [Текст]: роман / Паоло Джордано; пер. з італ. Андрія Маслюха. — Львів: Видавництво Старого Лева, 2016. — 128 с.

### Рецензії
- Галай, О. Не пытайтесь убежать от одиночества (Yakaboo, 11.11.2016)